# Corna de Sus (gmina Dumbrava)
Corna de Sus – wieś w Rumunii, w okręgu Prahova, w gminie Dumbrava. W 2011 roku liczyła 972 mieszkańców.